# Crickhowell
Crickhowell (en anglais) ou Crucywel (en gallois) est une ville et une communauté du Powys, au pays de Galles.

## Toponymie
Le nom Crickhowell est une adaptation du gallois Crucywel qui renvoie à Crug Hywel (en), une colline fortifiée de l'âge du fer située à quelques kilomètres au nord de la ville. Crug Hywel désigne littéralement le tertre (crug) d'un homme nommé Hywel.

## Géographie
Crickhowell est située dans le sud-est du Powys, dans le comté historique du Brecknockshire, à une dizaine de kilomètres au nord-ouest de la ville d'Abergavenny.

## Démographie
Au recensement de 2011, la communauté de Crickhowell comptait 2 063 habitants.

## Jumelage
Crickhowell est jumelée avec :
- Scaër (France) depuis 1992[3].